# サリェント・デ・ガリェゴ
サリェント・デ・ガリェゴ（スペイン語: Sallent de Gállego）は、スペイン・アラゴン州ウエスカ県のムニシピオ（基礎自治体）。アラゴン語ではサリェント・デ・ガリゴ（アラゴン語: Sallent de Galligo）またはサリェン・デ・ガリゴ（アラゴン語: Sallén de Galligo）だが、公式名はスペイン語名である。

## 地理

フォラタタ峰

ピレネー山脈の山麓、ガリェゴ川が形成するテナ谷に位置しており、アグアス・リンピアス川がガリェゴ川に合流する地点に中心市街地が形成されている。中心市街地からスペイン＝フランス国境までは約10キロメートルであり、州道A-136号線がスペイン＝フランス国境に至っている。
市街地の南側にはラヌーサ貯水池があり、1980年に建設されたダムによって16.86ヘクトメートル3の貯水量を持つ湖が築かれた。自治体内にはフォルミガル＝パンティコサスキー場やプルタレ峠などがある。サリェント教会は2001年に重要文化財に指定された。
山体の形状が特徴的なフォラタタ峰(2282m)はサリェント・デ・ガリェゴの自治体域にあり、その他にはバライトゥス山(3144m)がある。ヨーロッパの登山道ネットワークのひとつであるGR-11号線は、サリェント・デ・ガリェゴの自治体域を通過している。
ケッペンの気候区分によると、サリェント・デ・ガリェゴは亜寒帯湿潤気候(Dfc、Dfb)と西岸海洋性気候(Cfb)の中間に位置する気候である。

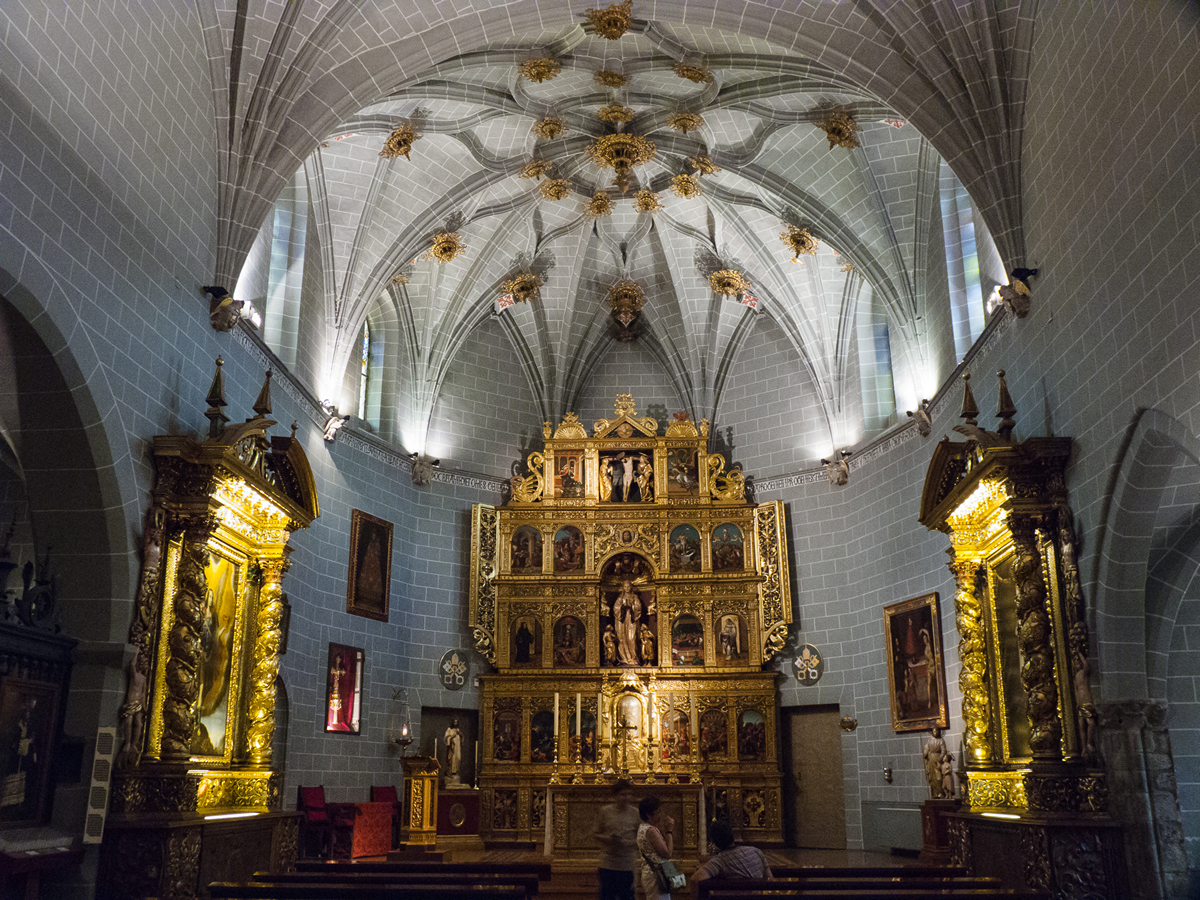
サリェント教会の内部
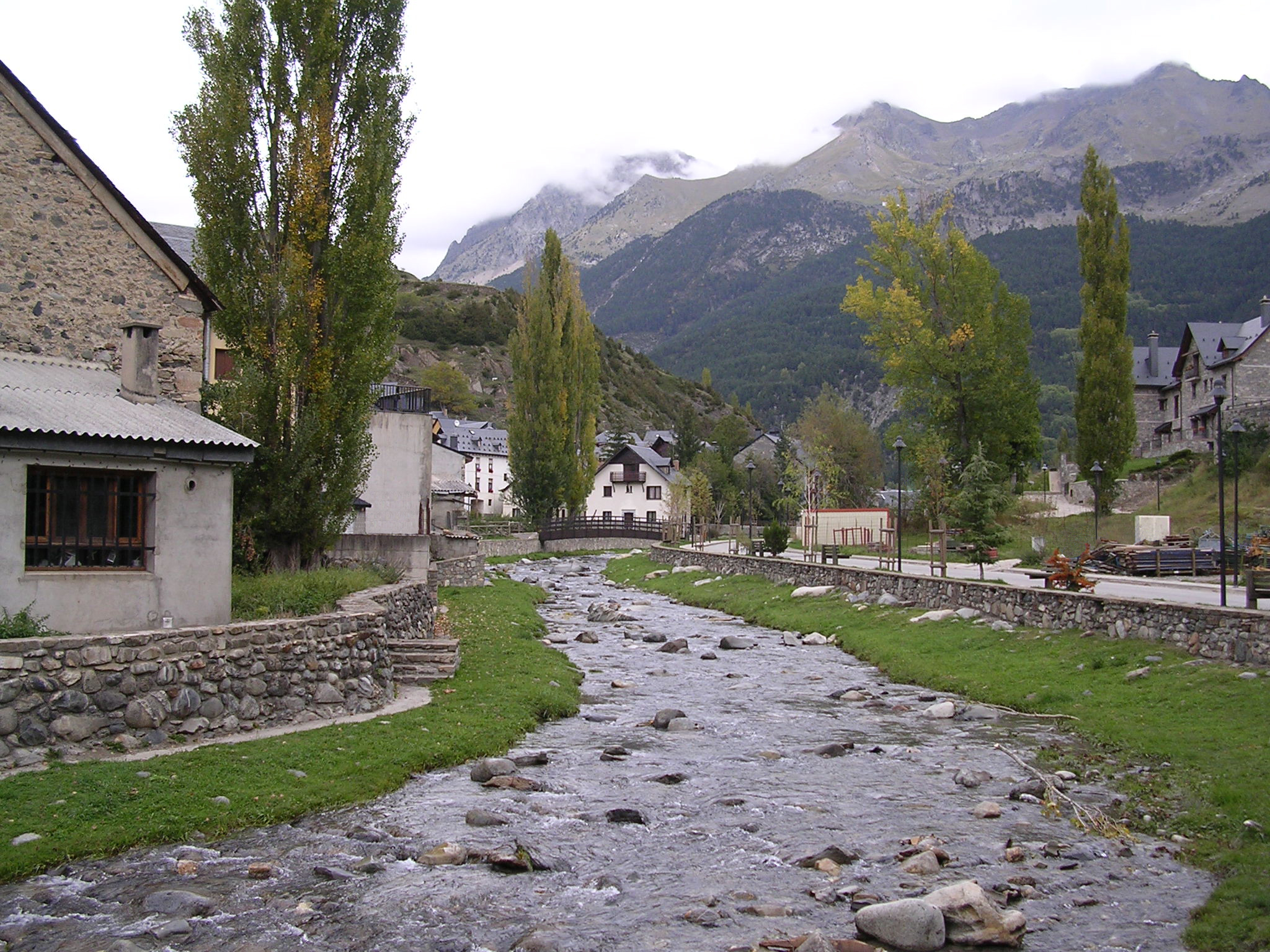
アグアス・リンピアス川

## 人口
| サリェント・デ・ガリェゴの人口推移 1842－2011           |
|                                                         |
| 出典:INE（スペイン国立統計局）1900年 - 1991年、1996年 - |

## スキー場
中心市街地の西2キロメートルにはフォルミガル集落がある。フォルミガル集落からサリェント・デ・ガリェゴを挟んでパンティコサまでの一帯はフォルミガル＝パンティコサスキー場となっている。フォルミガル＝パンティコサスキー場はスペイン最大のスノーリゾートであり、多数のホテルやレストランがある。97のコースを有し、うち7がビギナー用、19が初級者用、33が中級者用、38が上級者用である。21のリフトを有する。2008年2月には世界ジュニアアルペンスキー選手権が開催された。27回目となった同大会でもっとも南に位置するスキー場での開催だった。

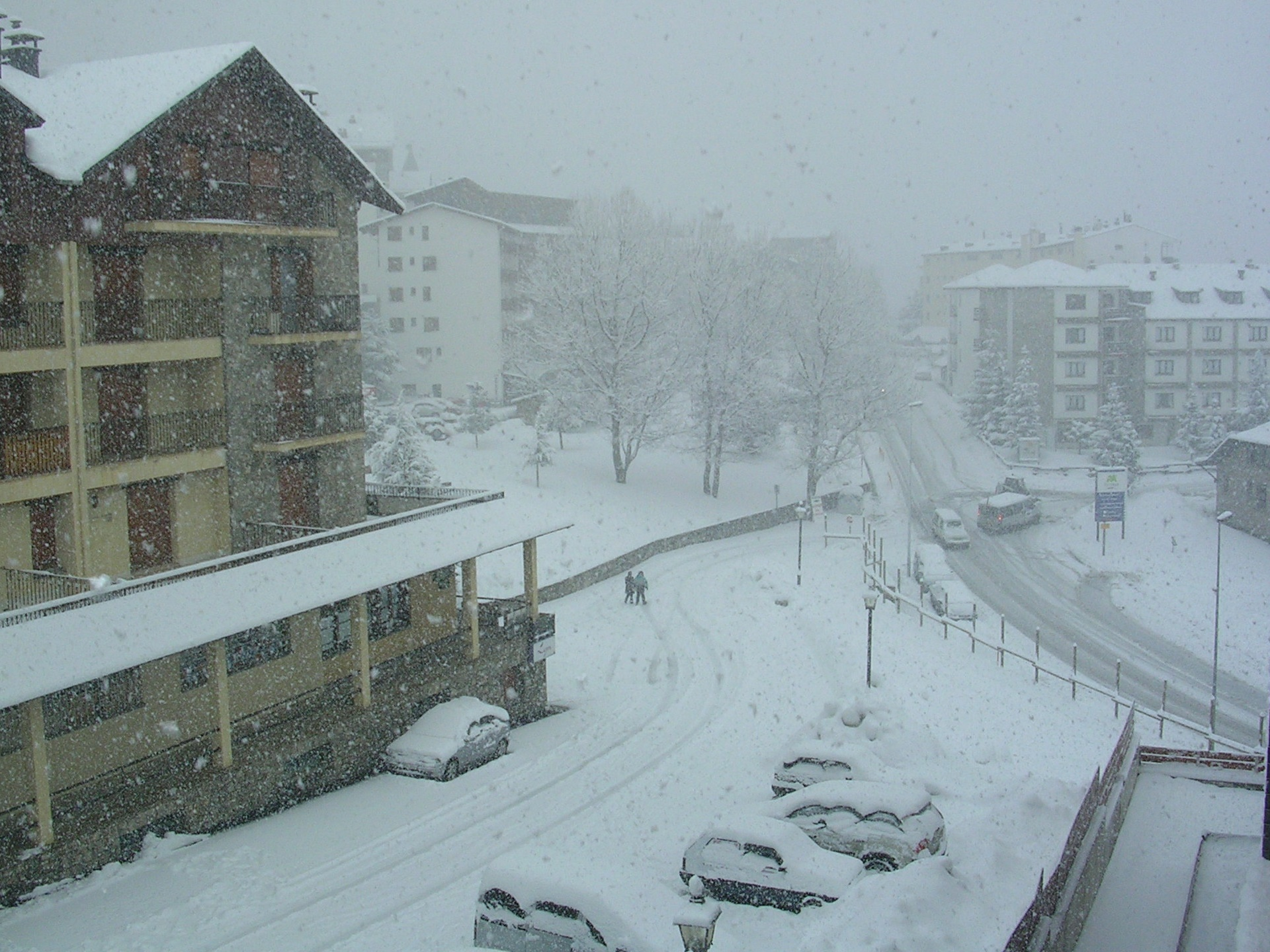
冬季のフォルミガル集落
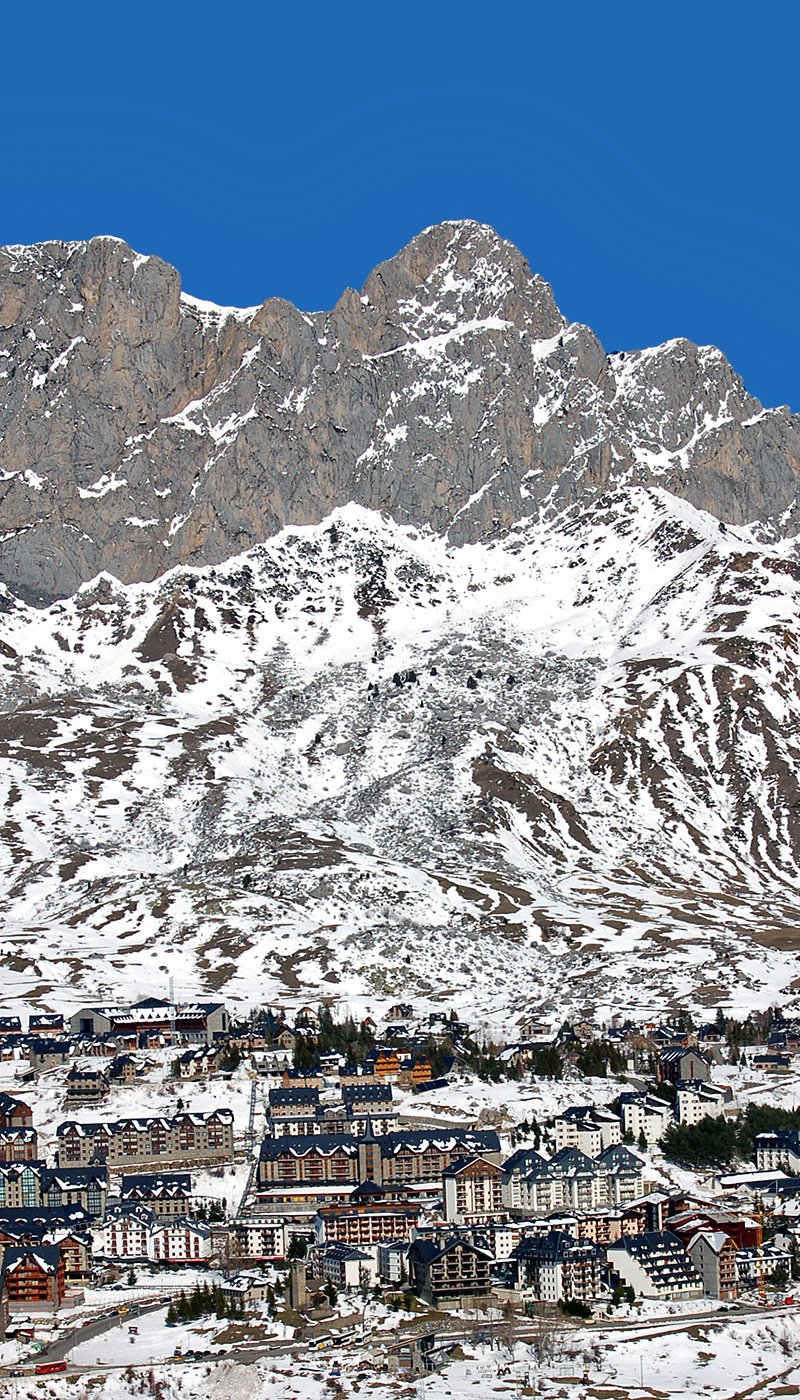
フォルミガル＝パンティコサスキー場から見たフォルミガル集落

## 出身者
アトランタオリンピックの団体総合で金メダルを獲得した体操選手のタニア・ラマルカはビトリア＝ガステイス出身だが、2002年から数年間はサリェント・デ・ガリェゴに居住していた。
- フェルミン・アルディ（スペイン語版）(1870-1913) : 世界有数の高身長の人物。身長229cm。通称「サリェントの巨人」[6][7]。
- マリアーノ・ロージョ・ウリエタ（スペイン語版）(1825-1900) : 道路・港湾技術者。